# Monca branca
Monca branca är en fjärilsart som beskrevs av Evans 1955. Monca branca ingår i släktet Monca och familjen tjockhuvuden. Inga underarter finns listade i Catalogue of Life.